# 拉斯帕爾馬斯德科卡蘭國家公園

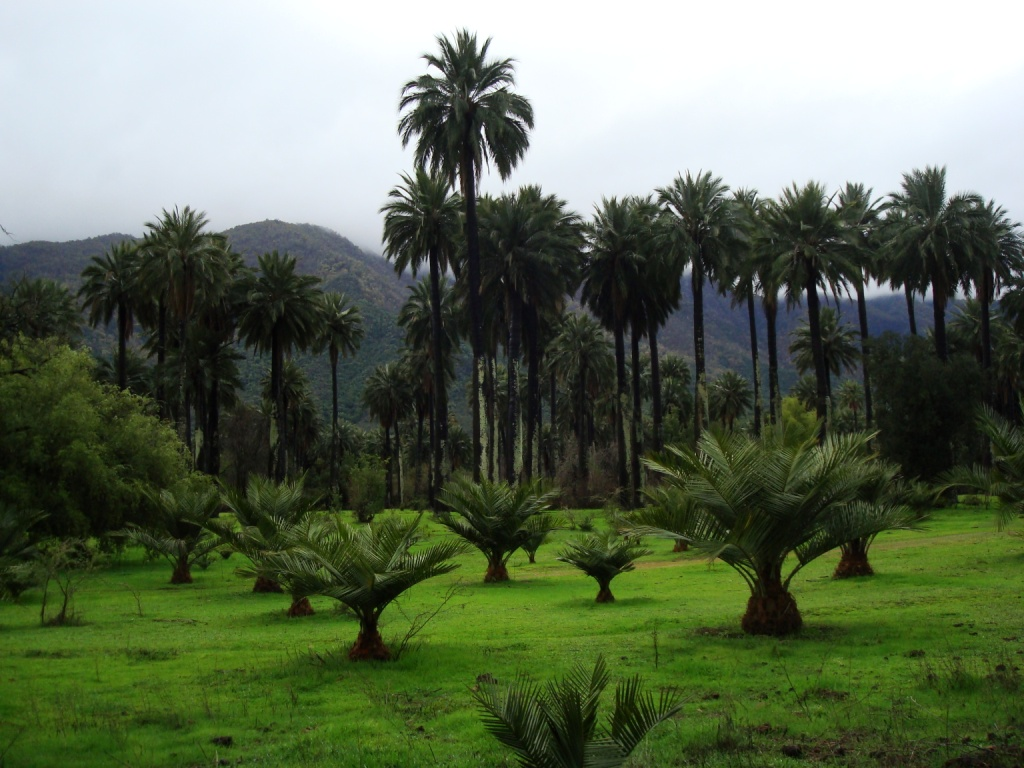

拉斯帕爾馬斯德科卡蘭國家公園是智利的國家公園，位於該國中部，由奧伊金斯將軍解放者大區負責管轄，成立於1971年，面積3,709平方公里。